# Anhelina Łysak
Anhelina Łysak (en ucraniano: Ангеліна Лисак; 12 de enero de 1998) es una deportista ucraniana que compite en lucha libre; desde el año 2021 bajo la bandera de Polonia.
Ganó una medalla de bronce en el Campeonato Mundial de Lucha de 2022 y tres medallas en el Campeonato Europeo de Lucha entre los años 2020 y 2024.

## Palmarés internacional
| Representando a Ucrania |                    |                   |           |
| Campeonato Europeo      |                    |                   |           |
| Año                     | Lugar              | Medalla           | Categoría |
| 2020                    | Roma (Italia)      | Medalla de bronce | 59 kg     |
| Representando a Polonia |                    |                   |           |
| Campeonato Mundial      |                    |                   |           |
| Año                     | Lugar              | Medalla           | Categoría |
| 2022                    | Belgrado (Serbia)  | Medalla de bronce | 57 kg     |
| Campeonato Europeo      |                    |                   |           |
| Año                     | Lugar              | Medalla           | Categoría |
| 2021                    | Varsovia (Polonia) | Medalla de plata  | 57 kg     |
| 2024                    | Bucarest (Rumania) | Medalla de bronce | 57 kg     |